# Sebastian Murphy
Sebastian Murphy, né le 6 mars 1990 à San Francisco, est un auteur-compositeur et chanteur américain vivant en Suède.
Il est surtout connu pour être le chanteur et leader du groupe de rock suédois Viagra Boys.

## Biographie
Sebastian Murphy nait le 6 mars 1990 à San Francisco, en Californie. Il habite à Stockholm, en Suède, depuis ses 17 ans. En y travaillant comme tatoueur, il fait la connaissance de Henrik Höckert, vendeur dans le même salon de tatouage et bassiste amateur. Ils fondent ensemble le groupe Viagra Boys en 2015 après une soirée karaoké. Leur premier album sort en 2018.